# شمع پیه‌ای
شمع پیه‌ای (دانمارکی: Tællelyset) یک قصه پریان ادبی کوتاه از هانس کریستین آندرسن نویسندهٔ دانمارکی است که در دههٔ ۱۸۲۰ نوشته شده‌است. این داستان نخستین اثر شناخته‌شدهٔ آندرسن در سبک قصهٔ پریان به‌شمار می‌رود. با این حال، این نسخه برای حدود دو قرن ناشناخته باقی‌مانده بود تا این‌که در اکتبر ۲۰۱۲ نسخه‌ای از آن در بایگانی ملی جزیره فونن کشف شد.

## داستان
داستان درباره شمعی است که از پیه گوسفند ساخته شده و از یک سو والد پدری‌اش یک دیگ ذوب (ظرف فلزی برای ذوب مواد) است و از سوی دیگر، مادرش یک گوسفند. این شمع جوان که در ابتدا براق و پرانرژی است، با گذشت زمان احساس افسردگی و بیهودگی می‌کند، زیرا نمی‌داند هدفش در زندگی چیست. او تلاش می‌کند تا به دیگران خدمت کند یا برای خود ارزشی بیابد، اما محیط اطرافش به او بی‌توجه است.
او به مکان‌های مختلف می‌رود، اما کسی برای روشن کردن او یا بهره‌گیری از نورش تمایلی نشان نمی‌دهد. هر بار که به جایی می‌رسد، نادیده گرفته می‌شود یا از آن‌جا رانده می‌شود. این بی‌توجهی او را بیش از پیش دلسرد می‌کند، تا آن‌که روزی با یک جعبه چخماق برخورد می‌کند. چخماق، که با جرقه‌اش می‌تواند آتش ایجاد کند، به شمع می‌گوید که باید از درون خود بجوشد و روشنایی‌اش را به دیگران بدهد.
جعبهٔ چخماق، با مهربانی، فتیلهٔ شمع را روشن می‌کند. در آن لحظه، شمع روشن می‌شود و نور ملایمش فضا را پر می‌کند. او درمی‌یابد که با روشن شدن، نه تنها وجودش معنا پیدا می‌کند، بلکه می‌تواند برای دیگران نیز شادی و گرما به ارمغان آورد. اکنون شمع پیه‌ای خوشحال است، چرا که بالاخره جایگاه خود را در جهان یافته و از تاریکی و بیهودگی به روشنایی و خدمت رسیده‌است.

## کشف اثر
در اکتبر ۲۰۱۲، نسخهٔ دست‌نویس این داستان به‌طور تصادفی در یکی از شاخه‌های بایگانی ملی دانمارک در جزیره فونن یافت شد. این نسخه در میان اسناد خانوادگی خانوادهٔ «پلام» نگهداری می‌شد. یک زوج که به‌صورت آماتور در حال تحقیق دربارهٔ شجره‌نامهٔ خود بودند، برای نخستین‌بار با این سند برخورد کردند ولی به اهمیت آن پی نبردند. کمی بعد، اسبن براگه، آرشیویست و مورخ محلی، به امضای موجود در سند توجه کرد و احتمال داد که این دست‌نوشته متعلق به آندرسن باشد.
پس از بررسی‌های دقیق، متخصصان ادبی دانمارک در دسامبر ۲۰۱۲ اصالت سند را تأیید کردند و اعلام کردند که این اثر، نخستین داستان پریانی شناخته‌شدهٔ هانس کریستین آندرسن است.

## تحلیل و دیدگاه‌ها
بسیاری از منتقدان ادبی بر این باورند که «شمع پیه‌ای» از نظر کیفیت ادبی قابل مقایسه با آثار بعدی آندرسن نیست. این داستان شباهت‌های زیادی به تمرین‌های ادبی رایج در مدارس لاتینی آن زمان دارد. داستان به بانوی محترمهٔ «بانکفلود»، بیوهٔ یک کشیش که از حامیان دوران نوجوانی آندرسن بوده، تقدیم شده‌است.
برخی از منتقدان این اثر را بیش از حد اخلاق‌گرا و فاقد طنز لطیف آثار بعدی آندرسن دانسته‌اند و احتمال داده‌اند که هدف از نگارش آن، تحت تأثیر قرار دادن حامی او بوده‌است. یوهانس مولهاوه، نویسنده و پژوهشگر دانمارکی، بیان کرده‌است که این داستان می‌توانسته توسط هر نوجوان بااستعدادی در سن ۱۵ سالگی نوشته شده باشد.
برخی از زبان‌شناسان نیز نسبت به اصالت این اثر تردید کرده‌اند، زیرا سبک نگارش و واژگان به‌کاررفته در آن بیش از حد مشابه الگوهای رایج مدارس آن زمان است و واژه‌ای مانند «formfuldendt» (کامل و بی‌نقص) در دیگر متون آن دوره مشاهده نمی‌شود.